# Ash Hollywood

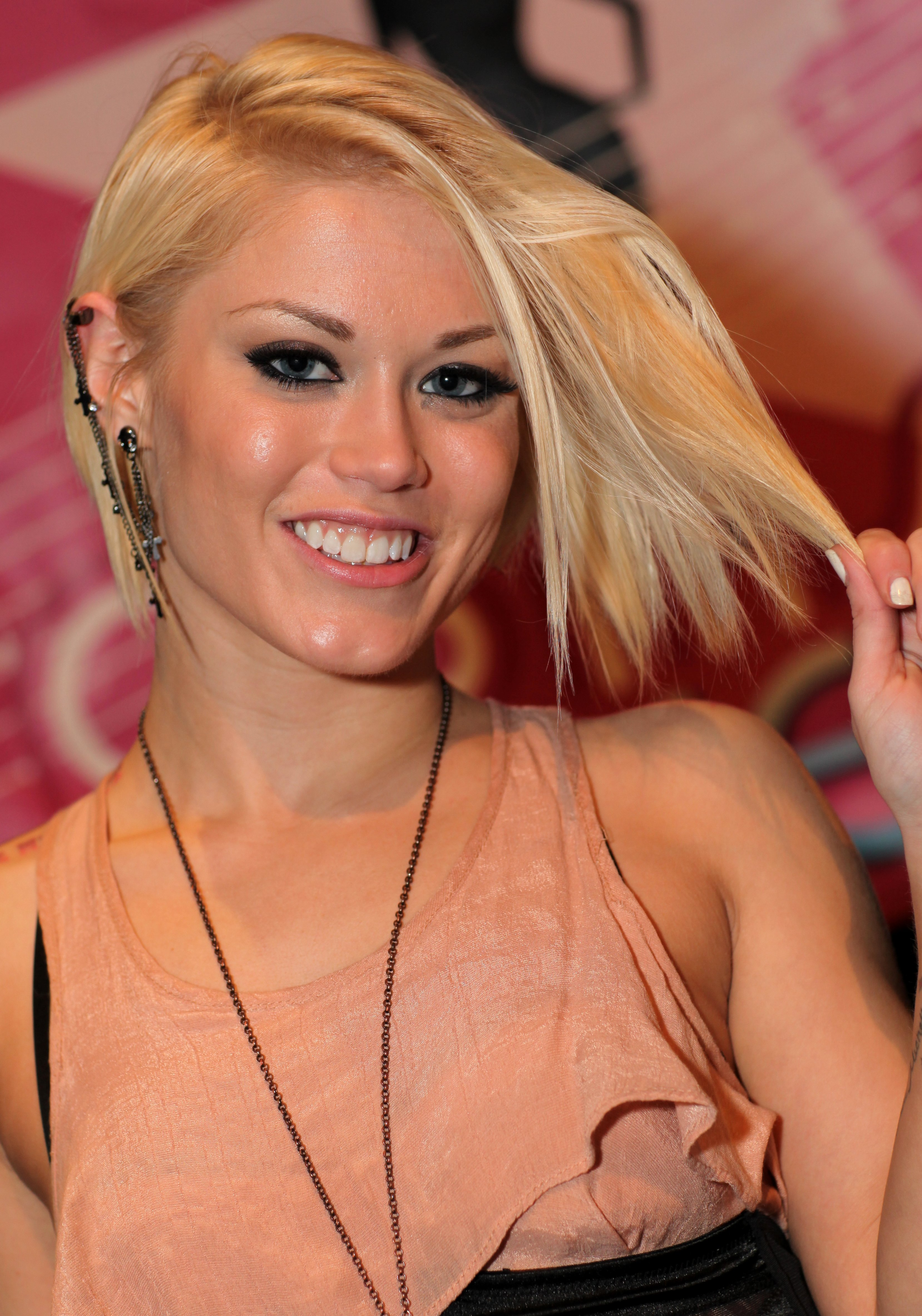
Ash Hollywood bei der AVN Adult Entertainment Expo 2013

Ash Hollywood (* 27. Mai 1989 im Bundesstaat Arizona; bürgerlicher Name Ashley Theis) ist eine US-amerikanische Pornodarstellerin, -regisseurin und Filmschauspielerin.

## Karriere
Hollywood arbeitete vor ihrer Karriere in der Hardcorebranche als Barista in einem Drive-through Coffee Shop und als Fotomodel. Sie drehte Szenen für die folgenden Studios: Adam & Eve, Digital Playground, Reality Kings, Wicked Pictures, Vivid Entertainment Group, Hustler, Marc Dorcel, New Sensations, Penthouse, Elegant Angel und andere. Bisher hat sie in mindestens 362 Filmen mitgespielt.
Im Jahr 2011 spielte sie die Gwen Stacy in dem zweifach AVN-Award-prämierten Werk Spider-Man XXX: A Porn Parody. 2014 verkörperte sie Kim Bauer, Jack Bauers Tochter, in dem mehrfach AVN-ausgezeichneten Film 24 XXX – An Axel Braun Parody. 2012 und 2013 wirkte sie als Regisseurin ihrer vierteiligen Reihe Ash Hollywood’s Boot Camp. Neben ihren Auftritten in pornografischen Produktionen spielte sie auch in Fernsehfilmen wie Passionate Intentions mit.

## Filmografie (Auswahl)

### Pornografische Filme
- 2011: Let Me Suck You 3
- 2011: OMG… It’s the Flashdance XXX Parody
- 2011: Spider-Man XXX: A Porn Parody
- 2012: Buffy the Vampire Slayer XXX: A Parody
- 2012: Slut Puppies 6
- 2013: Squatter
- 2013: Eye Candy
- 2013: Forsaken
- 2013: Girls Will Be Boys
- 2013: Women Seeking Women 91
- 2013: Taboo Handjobs 13, 17, 20, 24
- 2013: Teens in Tight Jeans 4
- 2013: Belladonna: No Warning 8
- 2013: Yoga Girls
- 2013: Broken Hearts
- 2013: Rekindled
- 2014: No Way Out
- 2014: That Ass in Yoga Pants
- 2014: CFNM Secret 10
- 2014: Snow White XXX: An Axel Braun Parody
- 2014: The Dating Game XXX: A Porn Parody
- 2014: 24 XXX – An Axel Braun Parody
- 2014: Manuel’s POV
- 2014: Black & White 2
- 2015: Sisterhood
- 2015: Kill Bill – A XXX Parody
- 2015: Wonder Woman XXX: An Axel Braun Parody
- 2015: Femmes mariées (Married Women)
- 2015: The Art of Anal Sex 1

### Regie
- 2012–2013: Ash Hollywood’s Boot Camp 1–4

### TV-Filme
- 2012: Booty Hunter
- 2014: A Wife’s Secret
- 2015: Passionate Intentions

## Auszeichnungen
- 2014: Exxxotica Fanny Award – The Who? (Most Underrated Star)[1]